# ハリー・S・トルーマン大統領暗殺未遂事件

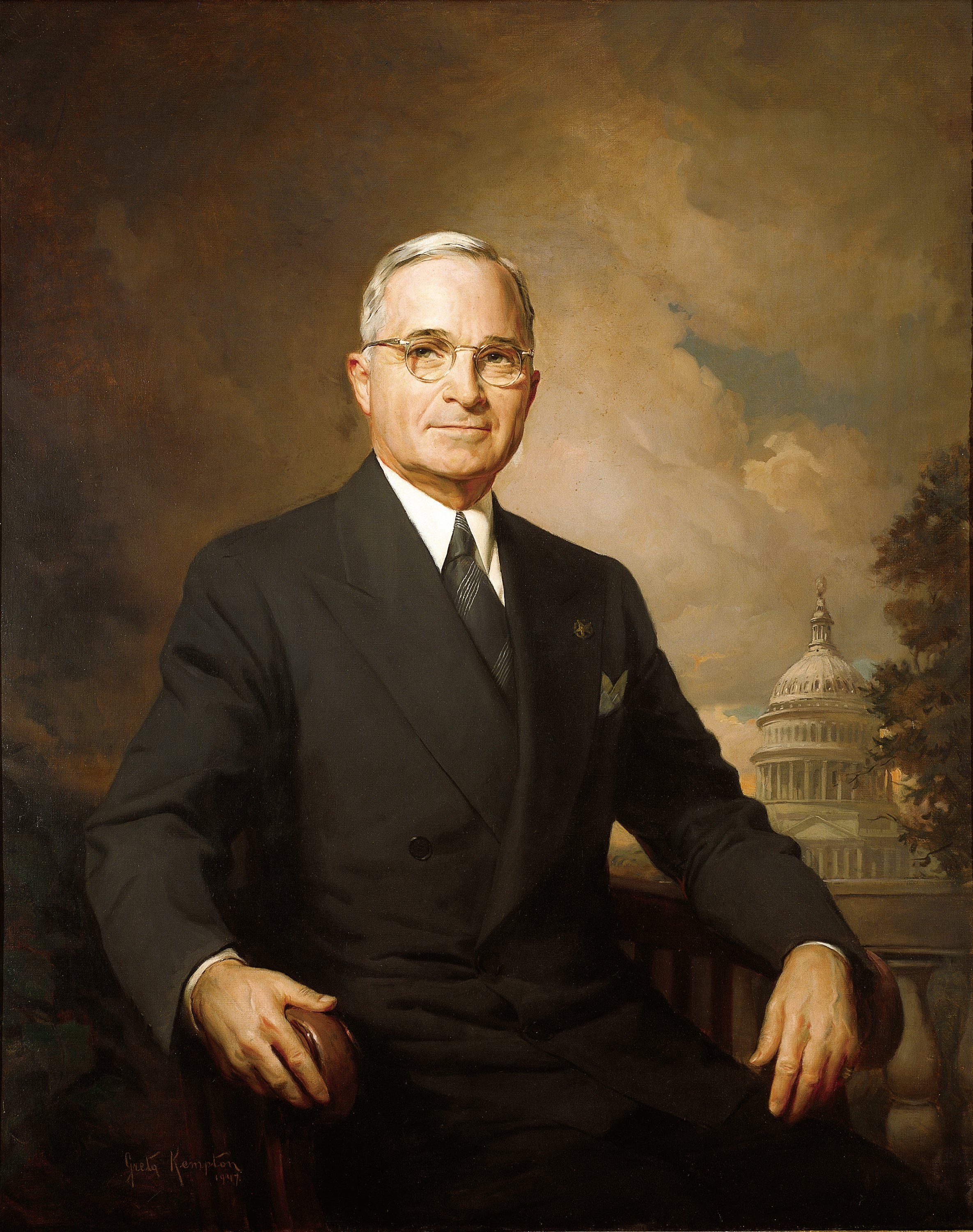
暗殺未遂に遭ったハリー・S・トルーマン大統領

ハリー・S・トルーマン大統領暗殺未遂事件（ハリー・S・トルーマンだいとうりょうあんさつみすいじけん、英: Attempted assassination of President Harry S. Truman）は、1950年11月1日にアメリカ合衆国大統領ハリー・S・トルーマンがブレアハウスで滞在中にプエルトリコの独立運動家2人に暗殺計画を企てられ、シークレットサービス1人と独立運動家1人が死亡した暗殺未遂事件。

## 概要
1950年11月1日、アメリカ合衆国大統領ハリー・S・トルーマンはホワイトハウスの改築工事のためブレアハウスで滞在中にプエルトリコの独立運動家2人がトルーマンが居た2階に向けて発砲しようとした。しかし、銃には弾丸が装着されていなかったため発砲はできなかった。その後事態にきづいたシークレットサービスレスリー・コフェルトが現場に急行した。その後にコフェルトと独立運動家2人の「シークレットサービス最大の銃撃戦」がおきた。コフェルトは犯人1人を死亡させたが返り討ちにあいコフェルトはシークレットサービスの任務中に死亡した唯一の人物といわれた。事件が発覚後にハリー・S・トルーマン大統領は攻撃に恐怖はなかったとコメントをのこした

## 事件後

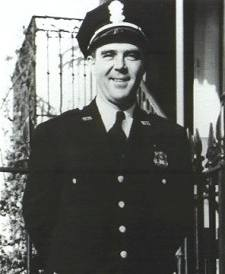
レスリー・コフェルト

ハリー・S・トルーマンとディーン・アチソン国務長官は犯人1人をプエルトリコに移動させた。犯人は死刑判決だったがトルーマンによって終身刑に減刑、1979年にジミー・カーター大統領はさらに減刑し犯人は1994年に死去した。ブレアハウスの中ではコフェルトを記念する記念碑が設置された。